# Conor Casey
Pour les articles homonymes, voir Casey.
Conor Casey est un joueur international américain de soccer né le 25 juillet 1981 à Dover au New Hampshire. Il évoluait au poste d'attaquant.

## Biographie
Après les Jeux olympiques d'été de 2000, Casey signe un contrat de quatre ans avec le Borussia Dortmund.
Le 26 janvier 2016, Casey signe avec le Crew SC de Columbus avant de mettre un terme à sa carrière professionnelle à la fin de la saison 2016.

## Palmarès

### Collectif
- Vainqueur de la Gold Cup en 2005 avec l'équipe des États-Unis
- Vainqueur de la Coupe MLS en 2010 avec les Colorado Rapids

### Individuel
- MLS Cup MVP 2010
- MLS Best XI 2009